# مسابقه آواز یوروویژن ۱۹۷۶
مسابقه آواز یوروویژن ۱۹۷۶ ۲۱مین دوره از مسابقات آواز یوروویژن بود که در Nederlands Congrescentrum، لاهه، هلند برگزار شد. برنده آن کشور بریتانیا بود.